# Gianluigi Buffon
Gianluigi Buffon (Carrara, 28. siječnja 1978.) bivši je talijanski nogometni vratar.
Godine 2001. Juventus ga je kupio od Parme za 53 milijuna eura, čime postaje najskuplji vratar na svijetu. Slovi za jednog od najboljih svjetskih vratara, a institut za nogometnu povijest i statistiku proglasio ga je najboljim vratarom svih vremena. Godine 2003. UEFA ga proglašava najkorisnijim igračem i najboljim vratarom. U ožujku 2004. godine Pelé ga je svrstao među 125 najboljih živućih igrača.

## Klupska karijera
Karijeru počinje u nogometnom klubu Parma 1995. godine. Odigrao je prvu profesionalnu utakmicu za Parmu u Serie A protiv AC Milana. Nakon što je uspješno pomogao Italiji u kvalifikacijama za Europsko nogometno prvenstvo 2000. godine, 2001. godine prešao je iz Parme u Juventus za 48,5 milijuna eura, čime postaje najskuplje plaćeni vratar na svijetu u to vrijeme. Buffon je na vratima Parme skupio ukupno 220 nastupa. Za Staru damu odigrao je ukupno 656 utakmica.

## Reprezentativna karijera
Bio je član Talijanskog olimpijskog tima 1996. godine na Olimpijskim igrama u Atlanti. Poslije odličnih nastupa u dresu Parme dobiva poziv u talijansku reprezentaciju; pozvan je kao zamjena za ozlijeđenog Gianlucu Pagliucu u kvalifikacijskoj utakmici za Svjetsko nogometno prvenstvo 1998. godine protiv Rusije u Moskvi. Bio je pozvan na finalni turnir Svjetskog nogometnog prvenstva, ali nije odigrao niti jednu utakmicu. Igrao je na Svjetskom prvenstvu 2002. godine. Godine 2004. igrao je na Europskom prvenstvu u Portugalu. Na Svjetskom prvenstvu 2006. godine primio je samo dva pogotka (jedan je autopogodak suigrača Cristiana Zaccarda, a drugi jedanaesterac Zinedinea Zidanea u završnici prvenstva). Buffon je sačuvao svoja vrata 453 minute bez primljenoga pogotka, što ga stavlja na peto mjesto nesavladanih vratara svih vremena na Svjetskim prvenstvima. Na tom prvenstvu Italija osvaja titulu svjetskih prvaka. FIFA ga je ponovno proglasila najboljim vratarom 2006. godine. Svoju 150. utakmicu za Italiju odigrao je protiv reperezentacije Bugarske, 6. rujna 2015. godine. Talijanski nogometni izbornik objavio je u svibnju 2016. godine popis za nastup na Europskom prvenstvu u Francuskoj, na kojem je se nalazio i Buffon.
U kvalifikacijskoj utakmici za Svjetsko prvenstvo u nogometu 2018. godine protiv reprezentacije Albanije, u ožujku 2017. godine, Buffon je odigrao svoju 1000. utakmicu u karijeri. Dvoboj u Palermu protiv reprezentacije Albanije bila njegova 168. utakmica u dresu reprezentacije Italije.

## Vanjske poveznice
- Službena stranica  Arhivirana inačica izvorne stranice od 20. listopada 2013. (Wayback Machine) (engl.)
- Profil i statistika na FootballDatabase.com (engl.)